# Flow
El 'flow', en el món del rap es refereix al ritme i a la cadència rítmica del text recitat, creat pels mots i les síl·labes d'aquest sobre el beat, així com per les rimes i els esquemes rítmics, i per la forma com aquests interaccionen amb el ritme. A voltes també es fa servir per referir-se a altres elements com l'altura, el timbre o el volum i la forma com interaccionen amb els elements anteriors.